# Chrzanowo (Ciechanów)
Pour les articles homonymes, voir Chrzanowo.
Chrzanowo (prononciation : [xʂaˈnɔvɔ]) est un village polonais de la gmina d'Opinogóra Górna dans le powiat de Ciechanów de la voïvodie de Mazovie dans le centre-est de la Pologne.
Il se situe à environ 5 kilomètres au sud-ouest d'Opinogóra Górna (siège de la gmina), 3 kilomètres à l'est de Ciechanów (siège du powiat) et à 77 kilomètres au nord de Varsovie (capitale de la Pologne).
Le village possède approximativement une population de 80 habitants en 2006.

## Histoire
De 1975 à 1998, le village appartenait administrativement à la voïvodie de Ciechanów.